# Rude Boy
Rude Boy je velmi úspěšná popová píseň od barbadoské zpěvačky Rihanny. Napsal ji Mikkel S. Eriksen, Tor Erik Hermansen, Ester Dean, Makeba Riddick, Rob Swire a Robyn Fenty. Pochází z jejího čtvrtého alba Rated R.

## Hitparáda
| Země           | Umístění |
| -------------- | -------- |
| Austrálie      | 1        |
| Česko          | 7        |
| Kanada         | 7        |
| Irsko          | 3        |
| Francie        | 8        |
| Velká Británie | 2        |
| USA            | 1        |
| Německo        | 4        |

| "Break Your Heart" od Taio Cruz featuring Ludacris | USA #1 hity 27. března~24. dubna 2010        | "Nothin' on You" od B.o.B featuring Bruno Mars |
| "In My Head" od Jason Derülo                       | Australské #1 hity 7. března~21. března 2010 | "Hey, Soul Sister" od Train                    |